# Beauchery-Saint-Martin
Beauchery-Saint-Martin és un municipi francès, situat al departament del Sena i Marne i a la regió d'Illa de França. L'any 2007 tenia 394 habitants.
Forma part del cantó de Provins, del districte de Provins i de la Comunitat de comunes del Provinois.

## Demografia

### Població
El 2007 la població de fet de Beauchery-Saint-Martin era de 394 persones. Hi havia 140 famílies, de les quals 24 eren unipersonals (16 homes vivint sols i 8 dones vivint soles), 44 parelles sense fills, 64 parelles amb fills i 8 famílies monoparentals amb fills.
La població ha evolucionat segons el següent gràfic:
Habitants censats

### Habitatges
El 2007 hi havia 171 habitatges, 138 eren l'habitatge principal de la família, 13 eren segones residències i 20 estaven desocupats. 169 eren cases i 1 era un apartament. Dels 138 habitatges principals, 102 estaven ocupats pels seus propietaris, 35 estaven llogats i ocupats pels llogaters i 1 estava cedit a títol gratuït; 2 tenien una cambra, 9 en tenien dues, 19 en tenien tres, 26 en tenien quatre i 82 en tenien cinc o més. 117 habitatges disposaven pel capbaix d'una plaça de pàrquing. A 62 habitatges hi havia un automòbil i a 70 n'hi havia dos o més.

### Piràmide de població
La piràmide de població per edats i sexe el 2009 era:
| Homes | Edats   | Dones |
| ----- | ------- | ----- |
| 0     | 95 o +  | 0     |
| 0     | 90 a 94 | 0     |
| 0     | 85 a 89 | 0     |
| 0     | 80 a 84 | 4     |
| 4     | 75 a 79 | 8     |
| 8     | 70 a 74 | 0     |
| 12    | 65 a 69 | 12    |
| 4     | 60 a 64 | 4     |
| 0     | 55 a 59 | 4     |
| 12    | 50 a 54 | 4     |
| 28    | 45 a 49 | 24    |
| 12    | 40 a 44 | 12    |
| 16    | 35 a 39 | 16    |
| 20    | 30 a 34 | 24    |
| 16    | 25 a 29 | 12    |
| 8     | 20 a 24 | 8     |
| 4     | 15 a 19 | 16    |
| 12    | 10 a 14 | 12    |
| 32    | 5 a 9   | 0     |
| 12    | 0 a 4   | 8     |

## Economia
El 2007 la població en edat de treballar era de 262 persones, 198 eren actives i 64 eren inactives. De les 198 persones actives 173 estaven ocupades (96 homes i 77 dones) i 25 estaven aturades (10 homes i 15 dones). De les 64 persones inactives 20 estaven jubilades, 22 estaven estudiant i 22 estaven classificades com a «altres inactius».

### Ingressos
El 2009 a Beauchery-Saint-Martin hi havia 141 unitats fiscals que integraven 413 persones, la mediana anual d'ingressos fiscals per persona era de 19.407 €.

### Activitats econòmiques
Dels 16 establiments que hi havia el 2007, 1 era d'una empresa de fabricació d'altres productes industrials, 4 d'empreses de construcció, 3 d'empreses de comerç i reparació d'automòbils, 1 d'una empresa immobiliària, 4 d'empreses de serveis i 3 d'entitats de l'administració pública.
Dels 4 establiments de servei als particulars que hi havia el 2009, 1 era un paleta, 1 guixaire pintor, 1 fusteria i 1 electricista.
L'any 2000 a Beauchery-Saint-Martin hi havia 19 explotacions agrícoles que ocupaven un total de 2.745 hectàrees.

## Equipaments sanitaris i escolars
El 2009 hi havia una escola maternal integrada dins d'un grup escolar amb les comunes properes formant una escola dispersa.

## Poblacions més properes
El següent diagrama mostra les poblacions més properes.